# Alex Ceesay
Alexander Alpha Ceesay, känd som Alex Ceesay, född 18 november 1991, är en svensk gangstarappare, låtskrivare och youtubare.

## Biografi
Ceesay växte upp i Stocksund i Danderyds kommun. Hans mor är svensk och hans far var från Gambia, men gick bort i cancer när Ceesay var åtta år.
Musikaliskt fick han blickarna på sig 2014 när han släppte rappfreestylen "Vägen vi valt (Poesi från Kumla)". Videon är inspelad precis efter att Ceesay avtjänat ett fängelsestraff.
Ceesay slog igenom våren 2016 när han släppte debut-EP:n Drömmar bakom galler från Anstalten Kumla, där han avtjänade ett två år och två månader långt fängelsestraff efter inblandningen i ett rån mot en butik i Stockholm. Ceesays cellkamrater Salle och Marcus Berg gästade den femspåriga EP:n.
Den 7 november 2019 häktades Ceesay tillsammans med tre andra personer, misstänkt för ett mord i Knivsta. I juni 2020 släpptes han och friades från misstankarna. Månaden efter släppte Ceesay sitt första album 18 Till Life, där han på titelspåret rappar om tiden i häktet. Ceesay har efter frisläppet släppt en rad singlar som handlar om häktningstiden och han släpper fonografiskt sina låtar under källan MurdaMurda.
Den 20 januari 2021 släppte Ceesay sitt andra studioalbum Fightas mot demoner. Det tiospåriga albumet gästades av bland annat Capo 13 och Ken Ring.
I början av 2021 började Ceesay att publicera videobloggar på Youtube. När dessa videor publicerades präglades Ceesays liv av kriminalitet och missbruk. Videorna genererade hundratusentals visningar. Efter ett par månader berättade han om sin väg ur sitt missbruk och började även att publicera frågestunder, där hans fans fick sina frågor besvarade. Kanalen gjorde succé och nådde över 100 000 prenumeranter på kort tid, något som senare hyllades på Youtube-galan Heyou 2022 där Ceesay vann i kategorierna 'årets stjärnskott' och 'årets Instagram'.

## Diskografi
Studioalbum
- 2020 – 18 Till Life
- 2021 – Fightas mot demoner
- 2021 – Resurrected
- 2021 – Immortal
- 2023 – Limitless

EP
- 2016 – Drömmar bakom galler
- 2021 – Hoodfamous ft. Capo 13
- 2024 – Hoodfamous 2 ft. Capo 13